# Mariya Panfilova
Pour les articles homonymes, voir Panfilova.
Mariya Panfilova (en russe : Мария Ивановна Панфилова, Maria Ivanovna Panfilova), née Sadilova le 11 octobre 1987 à Perm, est une biathlète russe naturalisée ukrainienne puis biélorusse (puis à nouveau ukrainienne).

## Carrière
Née à Perm en RSFS de Russie, Maria Sadilova débute dans le ski de fond puis opte à partir de 2007 pour le biathlon. Elle présente la particularité d'avoir changé plusieurs fois de nationalité et porté les couleurs de trois pays différents en Coupe du monde : la Russie, l'Ukraine et la Biélorussie. Barrée en début de carrière par la concurrence et les querelles internes de sélection en équipe de Russie (une seule course disputée en Coupe du monde en décembre 2009), elle décide de changer de nationalité en optant pour l'Ukraine, changement qui coïncide avec son nouveau nom après mariage (Panfilova). De 2013 à 2014 (deux saisons), Maria Panfilova participe alors régulièrement à la Coupe du monde, obtenant notamment son premier et unique podium de Coupe du monde avec le relais ukrainien à Sotchi en 2013, où elle est aussi treizième de l'individuel, son meilleur résultat individuel. 
Après avoir couru pour l'équipe d'Ukraine lors du relais mixte aux Jeux olympiques de 2014, elle décide à l'inter-saison de changer à nouveau de nationalité et choisit cette fois la Biélorussie. De 2015 à 2017, elle peine à trouver sa place dans la sélection biélorusse pour la Coupe du monde (seulement trois courses disputées dont un relais) et passe l'essentiel de son temps à l'échelon inférieur en IBU cup. Après deux saisons décevantes en Biélorussie elle décide de revenir en Ukraine et est sélectionnée pour les championnats du monde de biathlon d'été 2017 disputés à Tchaïkovski. Elle y obtient avec le relais mixte ukrainien une médaille de bronze. Cependant lors de la saison hivernale 2017-2018 les portes de la coupe du monde lui restent fermées. lle doit à nouveau se contenter de participations en IBU cup et aux Championnats d'Europe, et met finalement un terme à sa carrière au printemps.

## Palmarès

### Jeux olympiques d'hiver
| Épreuve / Édition           | Individuel | Sprint | Poursuite | Départ en masse | Relais | Relais mixte |
| Jeux olympiques 2014 Sotchi | -          | -      | —         | -               | -      | 7e           |

Légende :
- — : N'a pas participé à l'épreuve

#### Coupe du monde
- Meilleur classement général : 47e en 2013
- Meilleur résultat individuel : 13e.
- 1 podium en relais.

#### Différents classements en Coupe du monde
| Année     | Classement général final | Sprint | Poursuite | Individuel | Mass start |
| 2012-2013 | 47e                      | 54e    | 61e       | 31e        | 42e        |
| 2013-2014 | 63e                      | 54e    | -         | -          | -          |

### Championnats d'Europe junior
- Médaille de bronze à la poursuite en 2008.

### Championnats du monde de biathlon d'été
- Médaille de bronze du relais mixte en 2017.